# ميخائيل ماكس مونك
ميخائيل ماكس مونك (بالألمانية: Max Michael Munk) (بالإنجليزية: Michael Max Munk) هو مهندس ألماني وأمريكي، ولد في 22 أكتوبر 1890 في هامبورغ في ألمانيا، وتوفي في 3 يونيو 1986 في أوشن سيتي في الولايات المتحدة.